# صياد السمك شوكولاتي الظهر
صياد السمك شوكولاتي الظهر (الاسم العلمي: Halcyon badia)، طائر من فصيلة الرفرافيات، أعطانه أفريقيا جنوب الصحراء.